# Fabidji
Fabidji est une localité et une commune rurale du Niger, du département de Boboye, région de Dosso.

## Géographie
La localité de Fabidji est située à 30 km au sud du chef-lieu départemental Birni N'Gaouré.
| Fakara   | Birni N'Gaouré |          |
| Kirtachi | Fabidji        | Kankandi |
|          | Falmey         |          |

## Histoire
La commune rurale de Fabidji instaurée en 2002, est issue du canton de Birni N'Gaouré-Boboye.

## Population
Lors du recensement général de 2012, la population communale est relevée à 39 713 habitants. La localité compte 3 989 habitants en 2012.

## Localités
La commune s'étend sur 27 villages, de 68 hameaux et de 5 camps au sud-ouest du département de Boboye.

## Services et infrastructures
- Centre de Santé Intégré (CSI) à Fabidji, Fandou Bali[5].
- Collège d'enseignement général (CEG) à Fabidji.
- Centre de formation des métiers (CFM) à Fabidji et Tondo.